# Bystra testacea
Bystra testacea là một loài tò vò trong họ Ichneumonidae.